# Arquitectura religiosa

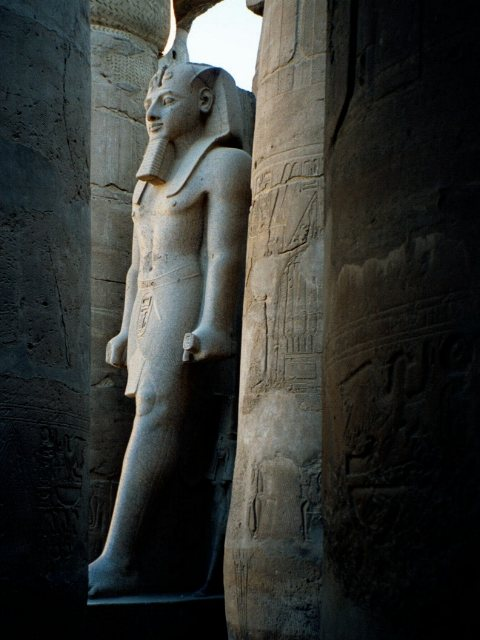
Estructures que excedeixen amb escreix la durada de la vida d'un ésser humà perduren a Karnak 3400 anys després de la construcció.

L'arquitectura religiosa  s'ocupa del disseny i la construcció dels llocs de culte sagrats o espais de pregària, com ara esglésies, mesquites, stupes, sinagogues, i temples. Moltes cultures han dedicat grans quantitats de recursos a l'arquitectura religiosa, i els seus llocs de culte i espais sagrats es troben entre les edificacions més impressionants i perdurables que ha creat la humanitat. Per aquesta raó, la disciplina occidental d'Història de l'Arquitectura  segueix en bona part la història de l'arquitectura religiosa des de les èpoques més remotes fins a almenys el període barroc. La geometria sacra, la iconografia i l'ús de sofisticades semiòtiques com ara signes, símbols i motius religiosos són endèmics en l'arquitectura religiosa.
Les estructures religioses sovint evolucionen durant períodes de diversos segles i eren les majors construccions del món, abans de l'existència dels moderns gratacels. Mentre que els diversos estils emprats en l'arquitectura religiosa de vegades reflecteixen tendències d'altres construccions, aquests estils també es mantenien diferenciats de l'arquitectura contemporània utilitzada en altres estructures. Amb l'ascens de les religions monoteistes, els edificis religiosos es van anar convertint en major mesura en centres d'oració i meditació.

## Aspectes espirituals de l'arquitectura religiosa
De vegades l'arquitectura religiosa és anomenada espai sacre. L'arquitecte Norman L. Koonce ha suggerit que l'objectiu de l'arquitectura religiosa és fer "transparent la frontera entre la matèria i la ment, la carn i l'esperit." Comentant sobre l'arquitectura religiosa el ministre protestant Robert Schuller, ha suggerit que "per ser sa psicològicament, els éssers humans necessiten experimentar el seu entorn natural, l'entorn per al qual van ser dissenyats, que és el jardí." En tant, Richard Kieckhefer suggereix que entrar en un edifici religiós és una metàfora d'entrar en una relació espiritual. Kieckhefer suggereix que l'espai sacre pot ser analitzat mitjançant tres factors que afecten el procés espiritual: l'espai longitudinal emfatitza la processó i retorn dels actes sacramentals, l'espai d'auditori és suggestiu de la proclamació i la resposta, i les noves formes de l'espai comunal dissenyat per reunir-depèn en gran manera en una escala minimitzada per aconseguir una atmosfera d'intimitat i de participació en l'oració.